# Avenel
Pour les articles homonymes, voir Avenel (homonymie).
Avenel (728 habitants) est un village de l'État de Victoria, en Australie. Il est situé en bordure de la Hume Freeway, à 129 km au nord de Melbourne, dans le comté de Strathbogie. Sa population s'élevait à 728 habitants en 2006 contre 551 au recensement de 2001.